# This Is America
"This Is America" là một bài hát bởi rapper người Mỹ Childish Gambino (Donald Glover). Được sáng tác và sản xuất bởi Glover và Ludwig Göransson, bài hát được phát hành vào ngày 5 tháng 5 năm 2018, cùng ngày Glover làm người dẫn cho một tập của Saturday Night Live. Bài hát có sự góp giọng nền bởi các rapper người Mỹ Young Thug, Slim Jxmmi, BlocBoy JB, 21 Savage, và Quavo.
Video âm nhạc cho bài hát được đạo diễn bởi nhà làm phim Nhật Bản Hiro Murai, một người thường xuyên hợp tác với Glover. Theo RCA Records, bài hát này không phải đĩa đơn đầu tiên từ album phòng thu sắp tới của Childish Gambino. "This Is America" ra mắt tại vị trí đầu tiên trên bảng xếp hạng Billboard Hot 100 của Hoa Kỳ, trở thành đĩa đơn quán quân và đĩa đơn top 10 đầu tiên của Childish Gambino tại nước này.

## Sáng tác
Bài hát có giai điệu theo phong cách Phúc âm và có sự tham gia hát phụ từ nhiều rapper người Mỹ khác. Young Thug, Slim Jxmmi, BlocBoy JB, 21 Savage và Quavo đều có đóng góp một đoạn ad libitum. Young Thug quay trở lại trong đoạn kết thúc của bài hát. Lời bài hát chủ yếu nói về cuộc sống của người da đen ở Hoa Kỳ và bạo lực súng đạn tại đây. Bài hát cũng có nội dung về nạn cảnh sát hành hung tại đây. Stephen Kearse của Pitchfork mô tả bài hát là một sự đại diện cho "sự trói buộc khi phải làm người da đen", trong đó bài hát "đã xây dựng lên một sự tương phản rõ ràng giữa những giai điệu vui vẻ, hòa hợp và những nhịp trap đáng sợ".

## Video âm nhạc

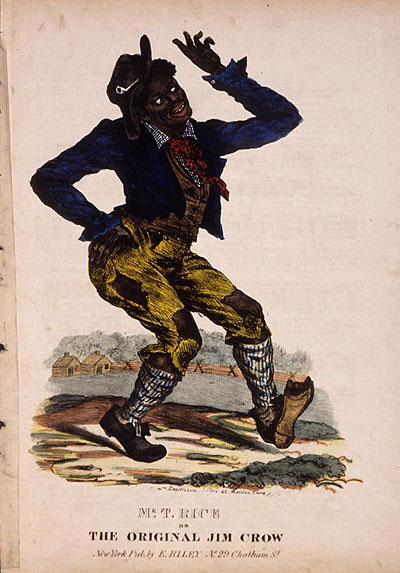
Trong video, Gambino đóng vai một nhân vật có nét giống như hình tượng Jim Crow.

Đạo diễn bởi Hiro Murai, video âm nhạc cho bài hát được phát hành trên YouTube cùng lúc Gambino biểu diễn bài hát trên Saturday Night Live. Trong video, Gambino nhảy múa xung quanh một nhà kho với hàng loạt các cảnh tượng hỗn loạn. Theo Murai, video này được lấy cảm hứng từ hai bộ phim Mother! và City of God. Được biên đạo bởi Sherrie Silver, Gambino và đội vũ công trẻ của anh thực hiện một vài điệu nhảy nổi tiếng bao gồm điều nhảy Gwara Gwara của Nam Phi và điệu "Shoot" được phổ biến hóa bởi BlocBoy JB, là một rapper có góp mặt trong bài hát. Những điệu nhảy của Gambino đi ngược lại với cảnh tượng bạo lực phía sau. Video chỉ mới bắt đầu được 53 giây, Gambino đã bắn vào sau đầu một người đàn ông bằng một khẩu súng lục, trong khi tạo dáng tương tự như hình tượng nhân vật Jim Crow. Sau đó, anh còn dùng một khẩu súng tự động (cụ thể là một khẩu AK-47) để bắn hạ cả một dàn hợp xướng nhà thờ, mà theo người xem thì đây là để nhắc tới vụ xả súng nhà thờ Charleston năm 2015. Trong cả hai cảnh này đều có xuất hiện một đứa bé đi từ phía bên ngoài màn ảnh vào, đem theo một mảnh vải đỏ để nhận lấy khẩu súng mà Gambino đặt lên sau khi dùng, theo người xem có nghĩa là "sự sẵn lòng bảo vệ quyền sở hữu súng đạn lên trên con người của người Mỹ". Cảnh bắn đầu tiên cũng là lúc âm nhạc chuyển giao từ một "giai điệu lấy cảm hứng từ dân gian" châu Phi sang một "giai điệu trap tăm tối, căng thẳng".
Trong suốt video có xuất hiện nhiều chiếc xe hơi từ vài thập kỷ trước, nhiều chiếc nhấp nháy đèn và có cửa sổ tài xế được hé mở ra, mà theo như các nhà phê bình cho là thể hiện những vụ bắn súng chết người của cảnh sát trong khi dừng xe, cụ thể là vụ của Philando Castile, người bị bắn chết trong một chiếc Oldsmobile từ 1997; trong khi nhiều người khác cho rằng những chiếc xe đời cũ này thể hiện sự thiếu phát triển của những người Mỹ gốc Phi. Ca sĩ Mỹ SZA còn có một vai diễn khách mời ở cuối video, ngồi lên trên một trong những chiếc xe này. Video kết thúc với cảnh Gambino trong một phần tối của căn nhà kho, sợ hãi chạy về phía máy quay trong lúc bị đám đông đuổi theo. Người xem cho rằng cảnh này giống với những cảnh trong phim Get Out.
Video đã nhận được 12,9 triệu lượt xem trong vong 24 giờ và đã thu được hơn 200 triệu lượt xem. Nhân vật người đàn ông bị bắn trong cảnh đầu tiên của video, một nghệ sĩ guitar trước đó còn chơi nhạc theo giọng hát của Gambino, là nhạc sĩ Calvin the Second, nhưng ban đầu bị khán giả nhầm tưởng là cha của thiếu niên Trayvon Martin.

### Đánh giá chuyên môn
Spencer Kornhaber của The Atlantic mô tả về phản ứng đầu tiên của mình trên Twitter là "phải dành liên tiếp những lời khen xứng đáng" và mô tả về video là "video âm nhạc về những sự kiện gần đây được nói tới nhiều nhất." Daniel Kreps của Rolling Stone bình luận rằng video là "một lời tuyên bố lạ và đầy ẩn ý về bạo lực súng đạn ở Mỹ". Pitchfork còn trao cho bài hát danh hiệu "Bài hát mới xuất sắc nhất". Ngoài những lời khen xứng đáng, Mahita Gajanan của Time trích lời giáo sư lịch sử âm nhạc Guthrie Ramsey tại Đại học Pennsylvania: "anh ấy đang nói về những sự mâu thuẫn trong việc kiếm tiền, việc làm một người da đen ở Mỹ." Cô đã thảo luận về sự tức giận mà Gambino thể hiện thông qua các hình tượng. Người xem đã nổi giận trước thông điệp này, cho rằng đây là một lời xúc phạm tới những người Mỹ bị cho là đã thờ ơ trước những vấn đề chúng tộc từng một thời phổ biến tại nước Mỹ.

## Thành công thương mại
"This Is America" ra mắt tại vị trí đầu tiên trên bảng xếp hạng Billboard Hot 100 của Hoa Kỳ, trở thành bài hát thứ 31 làm được điều này trong lịch sử bảng xếp hạng. Bài hát khởi đầu với 78.000 lượt tải và 65,3 triệu lượt stream tại Hoa Kỳ trong tuần đầu. Video âm nhạc của bài hát chiếm 68% tổng lượt stream. "This Is America" cũng là đĩa đơn top 10 đầu tiên cua Gambino, anh trước đó đã đạt tới vị trí thứ 12 vào tháng 8 năm 2017 với "Redbone". "This Is America" đã chiếm ngôi đầu bảng của "Nice for What" bởi Drake. Gambino cũng là diễn viên đoạt giải Emmy thứ hai đạt vị trí quán quân trên bảng xếp hạng Hot 100, trước đó là Justin Timberlake qua bài hát "Can't Stop the Feeling!" vào năm 2016.

## Ghi danh
Phần ghi danh được lấy từ Tidal.
- Donald Glover – hát chính (với tên Childish Gambino), sản xuất, sáng tác
- Ludwig Göransson – sản xuất, sáng tác, kỹ thuật thu âm
- Derek "MixedByAli" Ali - kỹ thuật phối khí
- Mike Bozzi – kỹ thuật hòa âm
- Quavo – hát phụ
- Young Thug – hát phụ
- 21 Savage – hát phụ
- Slim Jxmmi – hát phụ
- BlocBoy JB – hát phụ
- Alex Tumay – kỹ thuật thu âm
- Riley Mackin – kỹ thuật thu âm
- Kesha "K.Lee" Lee – kỹ thuật thu âm

## Xếp hạng
| Bảng xếp hạng (2018)                            | Vị trí cao nhất |
| ----------------------------------------------- | --------------- |
| Úc (ARIA)                                       | 1               |
| Áo (Ö3 Austria Top 40)                          | 20              |
| Bỉ (Ultratop 50 Flanders)                       | 37              |
| Bỉ (Ultratip Wallonia)                          | 10              |
| Canada (Canadian Hot 100)                       | 1               |
| Cộng hòa Séc (Singles Digitál Top 100)          | 8               |
| Đan Mạch (Tracklisten)                          | 13              |
| Pháp (SNEP)                                     | 19              |
| Trường songid là BẮT BUỘC CHO BẢNG XẾP HẠNG ĐỨC | 39              |
| Hungary (Single Top 40)                         | 9               |
| Hungary (Stream Top 40)                         | 3               |
| Ireland (IRMA)                                  | 2               |
| Nhật Bản (Japan Hot 100)                        | 45              |
| Ý (FIMI)                                        | 49              |
| Hà Lan (Dutch Top 40)                           | 21              |
| Hà Lan (Single Top 100)                         | 19              |
| New Zealand (Recorded Music NZ)                 | 1               |
| Na Uy (VG-lista)                                | 10              |
| Bồ Đào Nha (AFP)                                | 13              |
| Scotland (OCC)                                  | 11              |
| Slovakia (Singles Digitál Top 100)              | 3               |
| Tây Ban Nha (PROMUSICAE)                        | 46              |
| Thụy Điển (Sverigetopplistan)                   | 9               |
| Thụy Sĩ (Schweizer Hitparade)                   | 16              |
| Anh Quốc (OCC)                                  | 6               |
| Hoa Kỳ Billboard Hot 100                        | 1               |
| Hoa Kỳ Hot R&B/Hip-Hop Songs (Billboard)        | 1               |
| Hoa Kỳ Rhythmic (Billboard)                     | 30              |

## Chứng nhận
| Quốc gia                                                                           | Chứng nhận | Số đơn vị/doanh số chứng nhận |
| ---------------------------------------------------------------------------------- | ---------- | ----------------------------- |
| Úc (ARIA)                                                                          | Vàng       | 35.000‡                       |
| * Chứng nhận dựa theo doanh số tiêu thụ. ^ Chứng nhận dựa theo doanh số nhập hàng. |            |                               |

## Lịch sử phát hành
| Vùng          | Ngày                | Định dạng                   | Nhãn đĩa | Tham khảo   |
| ------------- | ------------------- | --------------------------- | -------- | ----------- |
| Nhiều khu vực | 5 tháng 5 năm 2018  | Tải kỹ thuật số             | mcDJ RCA | [ 8 ] [ 9 ] |
| Hoa Kỳ        | 15 tháng 5 năm 2018 | Rhythmic contemporary radio | mcDJ RCA | [ 59 ]      |